# GPUSOROBAN
GPUSOROBAN（ジーピーユーソロバン）は、ハイレゾが提供するGPUクラウドサービス。

## 概要
GPUSOROBANは、2021年7月にサービスが開始された高性能GPUインスタンスを利用できるクラウドサービス。機械学習やシミュレーション、CAD、BIMなど、様々な用途に対応している。前身のサービス名はHGA。

### 高速コンピューティング
機械学習やシミュレーションに最適な高速GPUインスタンスが使えるIaaS型のクラウドサービス。
NVIDIA A100を含むハイスペックGPUを低コストで提供している。また、GPUインスタンスには、プリインストールされたオペレーティングシステム (OS)、NVIDIAドライバ、CUDAに加え、TensorFlowやPytorch、Jupyter Labなどが自由にインストール可能。

### リモートワークステーション
CAD、BIM/CIM、CG制作に最適なGPUワークステーションが使えるDaaS型のクラウドサービス。
高速描写技術を採用し、リモートデスクトップの課題である操作画面が遅延する問題を解消。テレワーク環境でも、高負荷なグラフィック作業を会社で作業するのと変わらない操作性で行うことができる。

### クラウドレンダリング
ウェブブラウザを通じて実行できるSaaS型のクラウドレンダリングサービス。
ファイルをアップロードするだけで高速なレンダリングを行うことができる。レンダラーにはV-Rayが搭載しており、ライセンス料金も含まれている。